# Asia (Cañete)
Asia è una città della costa centrale del Perù ubicata vicino al fiume Cañete, capitale del Distretto di Asia, nella Provincia di Cañete, nella Regione di Lima.